# Antisolarium egenum
Antisolarium egenum är en snäckart som först beskrevs av Gould 1849.  Antisolarium egenum ingår i släktet Antisolarium och familjen pärlemorsnäckor. Inga underarter finns listade i Catalogue of Life.